# Oleacinoidea
Oleacinoidea is een superfamilie van weekdieren uit de klasse van de Gastropoda (slakken).

## Taxonomie
De volgende families zijn bij de superfamilie ingedeeld:
- Oleacinidae H. Adams & A. Adams, 1855
- Spiraxidae H.B. Baker, 1939